# Батальский, Александр Анатольевич
Александр Анатольевич Батальский (укр. Олександр Анатолійович Батальський; род. 28 октября 1986, Киев) — украинский футболист, нападающий. Выступал за молодёжную сборную Украины до 21 года.

## Биография
Александр Батальский родился 28 октября 1986. С 2001 года по 2003 год занимался в школе киевского «Локомотива». В составе команды в детско-юношеской футбольной лиге Украины провёл 26 матчей и забил 12 голов.

### Клубная карьера
В 2004 году Батальский перешёл в состав киевского «Арсенала-2», который выступал во Второй лиге Украины. В команде взял 18 номер. В апреле этого же года начал попадать в заявку на матчи, а 8 мая 2004 года дебютировал за «Арсенал-2» в выездной игре 23 тура против харьковского «Гелиоса» (4:1), Александр вышел в конце встречи на 89 минуте вместо Олега Якименко. Всего в сезоне 2003/04 Батальский провёл 2 матча, а «Арсенал-2» занял последнее место во Второй лиге и снялся после 26 тура соревнования.
Летом 2004 года начал выступать за киевский «Арсенал» в молодёжном чемпионате Украины. Первый гол в Высшей лиге Украины забил 24 сентября 2006 года в матче против луганской «Зари» (2:2). В январе 2007 года был на просмотре в российском клубе «Кубань», но контракт не был подписан. Всего в составе «Арсенала» провёл 39 матчей и забил 2 мяча.
6 августа 2008 года перешёл в клуб Первой лиги Украины — овидиопольский «Днестр». На следующий день он дебютировал за «Днестр» в Кубке Украины в матче против «Еднисть-2» (Плиски), и в том матче забил гол на 61 минуте (2:4). С лета и до конца 2012 года выступал за перволиговый харьковский «Гелиос». В сезоне 2012/13 в составе команды провёл 12 игр и забил 1 гол.
В 2013 году выступал за любительскую команду «Буча» в чемпионате Киевской области. В Высшей лиги Киевской области Батальский провёл 20 матчей и забил 14 мячей. В феврале 2014 года подписал контракт с черкасским «Славутичем», который выступал во Второй лиге Украины. В июле 2014 года «Славутич» был переименован в «Черкасский Днепр». По итогам сезона 2014/15 команда стала победителем Второй лиги и вышла в Первую лигу Украины, Батальский стал лучшим бомбардиром турнира забив 18 голов в 27 матчах. В декабре 2016 года у нападающего закончился срок действия соглашения с черкасским клубом. В феврале 2017 года Батальский подписал полугодичный контракт с другим клубом первой лиги — Арсенал-Киев.

### Карьера в сборной
В ноябре 2006 года главный тренер Алексей Михайличенко молодёжной сборной Украины до 21 года вызвал Батальского в расположение команды на товарищескую игру против Узбекистана. 15 ноября 2006 года он принял участие в матче против Узбекистана и дебютировал в молодёжной команде. Батальский начал встречу в стартовом составе, а после второго тайма был заменён на Владимира Приёмова. Матч закончился победой Украины со счётом (3:1).
Вторую и последнюю игру за молодёжную сборную Александр провёл 7 февраля 2007 года в товарищеской игре против Израиля (0:0), Батальский вышел на 63 минуте вместо Руслана Фомина.

## Достижения

### Командные
«Черкасский Днепр»
- Серебряный призёр Первой лиги Украины: 2015/16
- Победитель Второй лиги Украины: 2014/15

«Арсенал» (Киев)
- Победитель Первой лиги Украины: 2017/18

«Оболонь» (Киев)
- Серебряный призёр Первой лиги Украины: 2022/23

### Личные
- Лучший бомбардир Второй лиги Украины: 2014/15